# Dino Špehar
Dino Špehar (Osijek, 8. veljače 1994.) hrvatski je nogometaš koji trenutačno igra na poziciji napadača. Trenutačno igra za hrvatski drugoligaški klub Rudeš.

## Klupska karijera

### Osijek
Dino Špehar počeo je trenirati nogomet u Nogometnoj školi NK Osijeka gdje je prošao nekoliko dobnih kategorija. Za mlađe kategorije NK Osijeka postigao je više od 300 pogodaka. U listopadu 2010. godine potpisao je trogodišnji ugovor s Osijekom. U svom prvom seniorskom nastupu za NK Osijek u 1. HNL postigao je pogodak protiv Slaven Belupa, u 15. kolu sezone 2010./11.

### Dinamo Zagreb
Krajem kolovoza 2011. godine Špehar je potpisao sedmogodišnji profesionalni ugovor za zagrebački Dinamo. Za Dinamo je u 1. HNL debitirao u 30. kolu sezone 2011./12., 12. svibnja 2012. godine, protiv Splita (0:0).

### Lokomotiva Zagreb
Na posudbu u Lokomotivu došao je pred sezonu 2013./14.

### Istra 1961
Dana 13. lipnja 2014. Špehar je otišao na posudbu u pulsku Istru.

### RNK Split
Poslije NK Istre, Špehar je potpisao ugovor s RNK Splitom u lipnju 2015. Ugovor s Dinamom je prekinuo.

## Reprezentativna karijera
U mlađim selekcijama hrvatske nogometne reprezentacije ima nastupe u dobnim uzrastima do 14, do 16, do 17, do 18 i za reprezentaciju do 19 godina.

## Priznanja

### Klupska
Dinamo Zagreb
- 1. HNL (2): 2011./12., 2012./13.

Dunărea Călărași
- Liga II (1): 2017./18.

Kukësi
- Albanski nogometni kup (1): 2018./19.

Olimpija Ljubljana
- 1. SNL (1): 2022./23.[8]
- Slovenski nogometni kup (1): 2022./23.[9]

## Vanjske poveznice
- Dino Špehar na hnl-statistika.com
- [neaktivna poveznica]
- (engl.) Dino Špehar na transfermarkt.co.uk